# Musculus sternohyoideus
De Musculus sternohyoideus is een spier die van het tongbeen (os hyoideum) naar het borstbeen (sternum) loopt. Het trekt het strottenhoofd (larynx) en tongbeen naar beneden.